# Isuzu Fargo
Isuzu Fargo — малотоннажный грузовой автомобиль, выпускавшийся с 1980 по 2001 год японской компанией Isuzu. Первое поколение Fargo выпускалось с 1980 по 1995 год в кузовах фургон и пикап, а второе — с 1995 по 2001 год на базе Nissan Caravan (E24) в кузове фургон. 
С 1982 по 1990 год первое поколение Isuzu Fargo продавалось в Австралии подразделением Holden компании General Motors под названием Holden Shuttle. В Европе и Новой Зеландии автомобили носили название Isuzu WFR, а в Колумбии — Chevrolet WFR. Также автомобили выпускались в Великобритании компанией Vauxhall Motors под названиями Bedford Midi и Vauxhall Midi. 
В Европе экспортные версии Midi продавались под названиями GME Midi, Isuzu Midi, Bedford Midi и Bedford Seta (в Португалии). 

## Первое поколение
Первое поколение Isuzu Fargo было представлено в декабре 1980 года. Автомобили имели 1,6- и 1,8-литровые бензиновые двигатели, а также 1,8-литровый дизельный двигатель. В версии с кузовом фургон применялся 2,0-литровый дизельный двигатель, который с августа 1981 года устанавливался также на версию с кузовом пикап.
В марте 1982 года 1,8-литровые двигатели были заменены 2,0-литровыми. В июле 1982 года был представлен девятиместный микроавтобус LS Wagon со стандартным люком на крыше. Подрулевая колонка уступила место напольному рычагу переключения передач. В ноябре 1983 года в производство были запущены модификации с дизельными двигателями и частично полным приводом («part-time»). В январе 1984 года версии Wagon LF стали оснащаться турбодизельными двигателями, а в ноябре 1984 года фургоны получили дополнительный полный привод.
В январе 1986 года автомобили Isuzu Fargo прошли фейслифтинг. Изменения коснулись фар и приборной панели. В 1987 году заднеприводные модели стали оснащаться автоматической трансмиссией. В сентябре того же года фургоны с атмосферными дизельными двигателями были сняты с производства. В октябре 1988 года в модельный ряд был добавлен пикап с капотной компоновкой; вскоре ему на смену пришли наиболее популярные модели Isuzu Faster.

В январе 1991 года автомобили стали оснащаться 2,4-литровым дизельным двигателем 4FG1, заменившим 1,8- и 2,0-литровые двигатели. Также были внесены изменения в интерьер и экстерьер. Трёхточечные ремни безопасности устанавливались на модели с задними сиденьями, а кондиционер не содержал хлорфторуглеводов (ХФУ).
- Микроавтобус
- Пикап с тентованным кузовом
- 1993—1995 Isuzu Fargo LS
- Вид сзади
- Vauxhall Midi (Великобритания)
- GME Midi (Европа)
- Holden Shuttle (Австралия)

## Второе поколение
Второе поколение Isuzu Fargo было представлено в августе 1995 года. Автомобили являлись ребеджинговыми вариантами Nissan Caravan/Urvan (E24). В июне 1999 года автомобили получили модифицированный бензиновый двигатель KA24E. В мае 2001 года автомобили Isuzu Fargo были сняты с производства.